# Remo nos Jogos Olímpicos de Verão de 2008 - Dois sem masculino
As competições da classe dois sem masculino (barcos com dois tripulantes sem timoneiro) do remo nos Jogos Olímpicos de Verão de 2008 foram realizadas entre os dias 9 e 16 de agosto. Os eventos foram disputados no Parque Olímpico Shunyi.

## Medalhistas
| Ouro   | AUS Drew Ginn e Duncan Free             |
| Prata  | CAN Dave Calder e Scott Frandsen        |
| Bronze | NZL Nathan Twaddle e George Bridgewater |

## Resultados

### Eliminaórias
Regras de classificação: 1-3→SA/B, 4..→R

#### Eliminaória 1
| Pos. | Atletas                              | País               | Tempo   |      |
| ---- | ------------------------------------ | ------------------ | ------- | ---- |
| 1    | Erwan Peron, Laurent Cadot           | FRA França         | 6:46.57 | SA/B |
| 2    | Giuseppe De Vita, Raffaello Leonardo | ITA Itália         | 6:51.01 | SA/B |
| 3    | Dave Calder, Scott Frandsen          | CAN Canadá         | 6:54.88 | SA/B |
| 4    | Piotr Hojka, Jaroslaw Godek          | POL Polônia        | 7:01.90 | R    |
| 5    | Tyler Winklevoss, Cameron Winklevoss | USA Estados Unidos | 7:13.64 | R    |

#### Eliminaória 2
| Pos. | Atletas                            | País              | Tempo   |      |
| ---- | ---------------------------------- | ----------------- | ------- | ---- |
| 1    | Drew Ginn, Duncan Free             | AUS Austrália     | 6:41.15 | SA/B |
| 2    | Shaun Keeling, Ramon di Clemente   | RSA África do Sul | 6:45.26 | SA/B |
| 3    | Tom Lehmann, Felix Drahotta        | GER Alemanha      | 6:48.60 | SA/B |
| 4    | Robin Bourne-Taylor, Tom Solesbury | GBR Grã-Bretanha  | 6:59.48 | R    |
| 5    | Morten Nielsen, Thomas Larsen      | DEN Dinamarca     | 7:17.43 | R    |

#### Eliminaória 3
| Pos. | Atletas                            | País                | Tempo   |      |
| ---- | ---------------------------------- | ------------------- | ------- | ---- |
| 1    | Nathan Twaddle, George Bridgewater | NZL Nova Zelândia   | 6:41.65 | SA/B |
| 2    | Goran Jagar, Nikola Stojić         | SRB Sérvia          | 6:46.71 | SA/B |
| 3    | Jakub Makovička, Václav Chalupa    | CZE República Checa | 6:52.50 | SA/B |
| 4    | Siniša Skelin, Nikša Skelin        | CRO Croácia         | 7:16.35 | R    |

### Repescagem
Regras de classificação: 1-3→SA/B, 4..→FC
| Pos. | Atletas                              | País               | Tempo   |      |
| ---- | ------------------------------------ | ------------------ | ------- | ---- |
| 1    | Tyler Winklevoss, Cameron Winklevoss | USA Estados Unidos | 6:36.87 | SA/B |
| 2    | Siniša Skelin, Nikša Skelin          | CRO Croácia        | 6:38.30 | SA/B |
| 3    | Morten Nielsen, Thomas Larsen        | DEN Dinamarca      | 6:38.33 | SA/B |
| 4    | Robin Bourne-Taylor, Tom Solesbury   | GBR Grã-Bretanha   | 6:41.43 | FC   |
| 5    | Piotr Hojka, Jaroslaw Godek          | POL Polônia        | 6:44.19 | FC   |

### Semifinais A/B
Regras de classificação: 1-3→FA, 4..→FB

#### Semifinal A/B 1
| Pos. | Atletas                            | País                | Tempo   |    |
| ---- | ---------------------------------- | ------------------- | ------- | -- |
| 1    | Dave Calder, Scott Frandsen        | CAN Canadá          | 6:34.02 | FA |
| 2    | Nathan Twaddle, George Bridgewater | NZL Nova Zelândia   | 6:36.05 | FA |
| 3    | Shaun Keeling, Ramon di Clemente   | RSA África do Sul   | 6:37.18 | FA |
| 4    | Jakub Makovička, Václav Chalupa    | CZE República Checa | 6:37.88 | FB |
| 5    | Erwan Peron, Laurent Cadot         | FRA França          | 6:44.29 | FB |
| 6    | Siniša Skelin, Nikša Skelin        | CRO Croácia         | 7:14.50 | FB |

#### Semifinal A/B 2
| Pos. | Atletas                              | País               | Tempo   |    |
| ---- | ------------------------------------ | ------------------ | ------- | -- |
| 1    | Drew Ginn, Duncan Free               | AUS Austrália      | 6:34.29 | FA |
| 2    | Tyler Winklevoss, Cameron Winklevoss | USA Estados Unidos | 6:36.65 | FA |
| 3    | Tom Lehmann, Felix Drahotta          | GER Alemanha       | 6:37.26 | FA |
| 4    | Goran Jagar, Nikola Stojić           | SRB Sérvia         | 6:38.96 | FB |
| 5    | Giuseppe De Vita, Raffaello Leonardo | ITA Itália         | 6:47.30 | FB |
| 6    | Morten Nielsen, Thomas Larsen        | DEN Dinamarca      | 6:48.65 | FB |

### Finais

#### Final C
| Pos. | Atletas                            | País             | Tempo   |
| ---- | ---------------------------------- | ---------------- | ------- |
| 1    | Robin Bourne-Taylor, Tom Solesbury | GBR Grã-Bretanha | 6:46.83 |
| 2    | Piotr Hojka, Jaroslaw Godek        | POL Polônia      | 6:53.68 |

#### Final B
| Pos. | Atletas                              | País                | Tempo   |
| ---- | ------------------------------------ | ------------------- | ------- |
| 1    | Goran Jagar, Nikola Stojić           | SRB Sérvia          | 6:49.12 |
| 2    | Jakub Makovička, Václav Chalupa      | CZE República Checa | 6:52.57 |
| 3    | Erwan Peron, Laurent Cadot           | FRA França          | 6:54.40 |
| 4    | Morten Nielsen, Thomas Larsen        | DEN Dinamarca       | 6:55.37 |
| 5    | Giuseppe De Vita, Raffaello Leonardo | ITA Itália          | 7:04.91 |
| 6    | Siniša Skelin, Nikša Skelin          | CRO Croácia         | 7:11.19 |

#### Final A
| Pos. | Atletas                              | País               | Tempo   |
| ---- | ------------------------------------ | ------------------ | ------- |
|      | Drew Ginn, Duncan Free               | AUS Austrália      | 6:37.44 |
|      | Dave Calder, Scott Frandsen          | CAN Canadá         | 6:39.55 |
|      | Nathan Twaddle, George Bridgewater   | NZL Nova Zelândia  | 6:44.19 |
| 4    | Tom Lehmann, Felix Drahotta          | GER Alemanha       | 6:47.40 |
| 5    | Shaun Keeling, Ramon di Clemente     | RSA África do Sul  | 6:47.83 |
| 6    | Tyler Winklevoss, Cameron Winklevoss | USA Estados Unidos | 7:05.58 |

Legenda
| Recorde mundial      | Recorde mundial (World record)               |                       | Recorde africano                      | Recorde africano (African) |                                           | Q | Classificado por posição (Qualified) |
| Recorde olímpico     | Recorde olímpico (Olympic record)            | Recorde da América    | Recorde da América (Americas)         | q                          | Classificado por melhor tempo (Qualified) |   |                                      |
| Melhor marca do ano  | Melhor marca do ano (World leading)          | Recorde asiático      | Recorde asiático (Asian)              | DNS                        | Não largou (Did not start)                |   |                                      |
| Recorde nacional     | Recorde nacional (National record)           | Recorde europeu       | Recorde europeu (European)            | DNF                        | Não terminou (Did not finish)             |   |                                      |
| Recorde pessoal      | Recorde pessoal do atleta (Personal best)    | Recorde da Oceania    | Recorde da Oceania (Oceania)          | DSQ / DQ                   | Desclassificado (Disqualified)            |   |                                      |
| Recorde da temporada | Recorde da temporada do atleta (Season best) | Recorde sul-americano | Recorde sul-americano (South America) | NM                         | Sem marca (No mark)                       |   |                                      |

### Remo
| S | Classificado(a) para as semifinais |    |                        | FA | Final A (disputa de medalhas) |  |  | FD | Final D (sem medalhas) |
| Q | Classificado(a) para as quartas    | FB | Final B (sem medalhas) | FE | Final E (sem medalhas)        |  |  |    |                        |
| R | Classificado(a) para a repescagem  | FC | Final C (sem medalhas) | FF | Final F (sem medalhas)        |  |  |    |                        |